# 藤枝市立稲葉小学校
藤枝市立稲葉小学校（ふじえだしりつ いなばしょうがっこう）は、静岡県藤枝市堀之内に所在する公立小学校。

## 学区
- 谷稲葉、堀之内、堀之内1丁目、寺島、助宗
  - 宮原の一部

## 中学校区
- 藤枝市立藤枝中学校

## 学校教育目標
生き生き活動する子

### 重点目標
かかわりの中で自分を高める子